# Diocese de Tóquio
A Diocese Metropolitana de Tóquio ou Arquidiocese de Tóquio (em japonês: 東京大主教教区, em russo:  Токийская епархия) é uma divisão canônica, estrutural e territorial-administrativa da Igreja Ortodoxa Japonesa, administrada pelo primaz da Igreja, o Metropolita Daniel (Nushiro), com sede em Tóquio.

## História
A Sé Ortodoxa em Tóquio foi estabelecida pela primeira vez em 17 de março de 1880, quando o chefe da Missão Eclesiástica Russa no Japão, Nicolau (Kasatkin) foi nomeado Bispo de Revel. Nominalmente sendo o vigário da Diocese de Riga, na verdade o chefe da Missão administrou a nascente Igreja Japonesa de forma independente.
Em 1906, a diocese tornou-se independente e foi renomeada Diocese de Tóquio e Japão, com sede em Tóquio. Ao mesmo tempo, foi estabelecido o Vicariato de Quioto. Como resultado da Guerra Russo-Japonesa, a parte sul de Sakhalin foi para o Japão e, portanto, foi ressubordinada espiritualmente ao Departamento de Tóquio. Nos anos seguintes, a diocese estendeu seus cuidados a Taiwan, bem como aos fiéis ortodoxos japoneses na Coréia e parcialmente na Manchúria. Em 1921, a Missão Espiritual Russa na Coréia também foi subordinado ao Bispo de Tóquio, sem se fundir com a diocese de Tóquio. Logo após a revolução de 1917, a diocese de Tóquio foi quase completamente cortada dos laços com a Rússia e tomou forma como uma Igreja Ortodoxa Japonesa quase independente.
Desde o início da Segunda Guerra Mundial, a vida da Igreja foi atingida pela discórdia, em 1941 alguns dos fiéis aceitaram um bispo sob a jurisdição da Igreja Ortodoxa Russa fora da Rússia, enquanto outros permaneceram adeptos do Patriarcado de Moscou. Entre 1947 e 1970 havia simultaneamente Bispos de Tóquio sob a jurisdição do Patriarcado e da "Arquidiocese Americana".
Em 10 de abril de 1970, juntamente com o estabelecimento da Igreja Ortodoxa Japonesa autônoma, a Sé de Tóquio tornou-se o trono do Metropolita de Todo o Japão. Ao mesmo tempo, as sés independentes de Quioto e Sendai foram separadas da diocese de Tóquio, e a diocese metropolitana foi estabelecida como uma arquidiocese.
Em 6 de outubro de 1999, por decisão do Santo Sínodo da Igreja Ortodoxa Russa, o Vicariato de Yokohama foi estabelecido como parte da diocese.

## Jurisdição
A Sé de Tóquio inclui a área da Área Metropolitana de Tóquio e as prefeituras de Tochigi, Ibaraki, Chiba, Gunma, Saitama, Kanagawa, Nagano, Yamanashi e Shizuoka.

## Bispos

### Missão Espiritual Russa no Japão
- Nicolau (Kasatkin) (1880 - 1912)
- Sérgio (Tikhomirov) (1912 - 1940)

### Sob a jurisdição da Igreja Ortodoxa Russa no Exterior
- Nicolau (Ono) (6 de abril de 1941 - 6 de abril de 1946)

### Sob a jurisdição do Patriarcado de Moscou
- Nicolau (Ono) (1947 - 1954)
- Nicolau (Sayama) (1967 - 1970)

### Na jurisdição da "Metrópole Americana"
- Benjamin (Basaliga) (1947-1953)
- Irineu (Bekish) (1953-1960)
- Nicônio (de Greve) (1960 - 1962)
- Irineu (Bekish) (1962-1964)
- Vladimir (Nagosski) (1964 - 1970)

### Diocese Metropolitana de Tóquio da Igreja Ortodoxa Japonesa
- Vladimir (Nagosski) (1970 - 1972)
- Teodósio (Nagashima) (1972 - 1999)
  - Pedro (Arihara) (1999 - 2000) - Bispo de Yokohama
- Daniel (Nushiro) (2000 - 2023)[1]